# Jean-Baptiste Massip
Pour les articles homonymes, voir Massip.
Jean-Baptiste Massip, né en 1676 à Montauban où il est mort en octobre 1751, est un avocat, poète, dramaturge et librettiste français.

## Biographie
Après avoir terminé ses études, Massip obtint le diplôme d’avocat et se consacra au barreau. Cet avocat au Parlement composa ce grand nombre d’élégantes et la délicates chansons françaises et gasconnes avant, animé d’une généreuse émulation, de se diriger vers Paris où il sut se concilier l’estime du chancelier de Pontchartrain, qui le nomma son gentilhomme, lui fit accorder une place de censeur royal, avec pension, et lui légua à sa mort en 1727 une rente viagère de cinq cents livres.
Les sympathies qui avaient accueilli ses premières productions poétiques l’enhardirent à tenter l’épreuve de la scène, et il écrivit pour l’Académie royale de musique, à l’âge de cinquante-huit ans, les Fêtes nouvelles (Paris, J.-B. Ballard, 1734, in-4°), ballet en trois entrées, avec prologue, musique de Duplessis le cadet, qui fut représenté avec succès à l’Opéra, le 12 juillet 1734. Massip composa encore : la Coquette démasquée, comédie en cinq actes et en prose pour le Théâtre-Italien et la Mort d’Alexandre, tragédie.
On lui doit aussi des Poésies fugitives et une Épître au Roi sur la maladie qui menaça les jours de Louis XV, à Metz. 
Massip fit partie de la Société littéraire fondée à Montauban par Le Franc de Pompignan.

## Pour approfondir